# Joaquín Alonso
Joaquín Alonso González eller bare Joaquín (født 9. juni 1956 i Oviedo, Spanien) er en tidligere spansk fodboldspiller, der spillede som offensiv midtbane. Han spillede på klubplan hele sin karriere, mellem 1976 og 1992, hos Sporting Gijón. Derudover spillede han 18 kampe for Spaniens landshold, hvori han scorede ét mål. Han debuterede for holdet 14. november 1979 i et opgør mod Danmark, og var en del af den spanske trup til både OL i 1980 og VM i 1982.